# Reducte

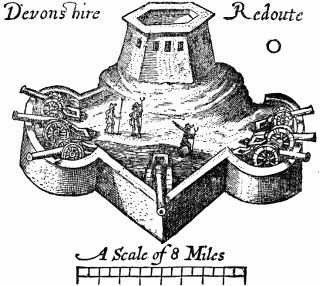
Il·lustració del reducte de Devonshire, Bermuda, 1614

Reducte és una obra, bé permanent bé temporal, destinada a refugi o fortificació per a la defensa. Deriva de la paraula llatina reductus, que significa «apartat, retirat».
Els reductes adopten diverses formes i mides, tot i que ordinàriament tenen diversos costats i consten de parapets i una o més banquetes. Es construeixen els reductes regularment en les línies de circumval·lació i al seu voltant i també en els retorns de la trinxera i el fossat.